# Корікті
Корікті́ (каз. Көрікті) — село у складі Жетисайського району Туркестанської області Казахстану. Адміністративний центр Интимацького сільського округу.
У радянські часи село називалось Отділення № 4 совхоза Побєда, а до 2001 року — Єнбекші.
Населення — 1611 осіб (2021; 1390 у 2009, 1238 у 1999, 788 у 1989).